# Automobiles F.D.
Automobiles F.D. war ein belgischer Hersteller von Automobilen.

## Unternehmensgeschichte
Florent Depuydt gründete 1922 das Unternehmen. Der Sitz war am Brugsesteenweg in Roeselare. Er begann mit der Produktion von Automobilen.  Der Markenname lautete FD. 1925 endete die Produktion.

## Fahrzeuge
Das Unternehmen verwendete Einbaumotoren verschiedener französischer Hersteller. Beim Modell 7 CV kam ein Motor von Ruby mit 1099 cm³ zum Einsatz. Ein Motor von CIME mit 1496 cm³ Hubraum trieb das Modell 9 CV an. Das Modell 11 CV erhielt einen Motor von Altos mit 1996 cm³ Hubraum. Die beiden größeren Modelle verfügten über Vierradbremsen. Es gab sowohl Tourenwagen als auch zweisitzige Sportwagen. Die Höchstgeschwindigkeit war mit 128 km/h für das schnellste Modell angegeben.